# Padza

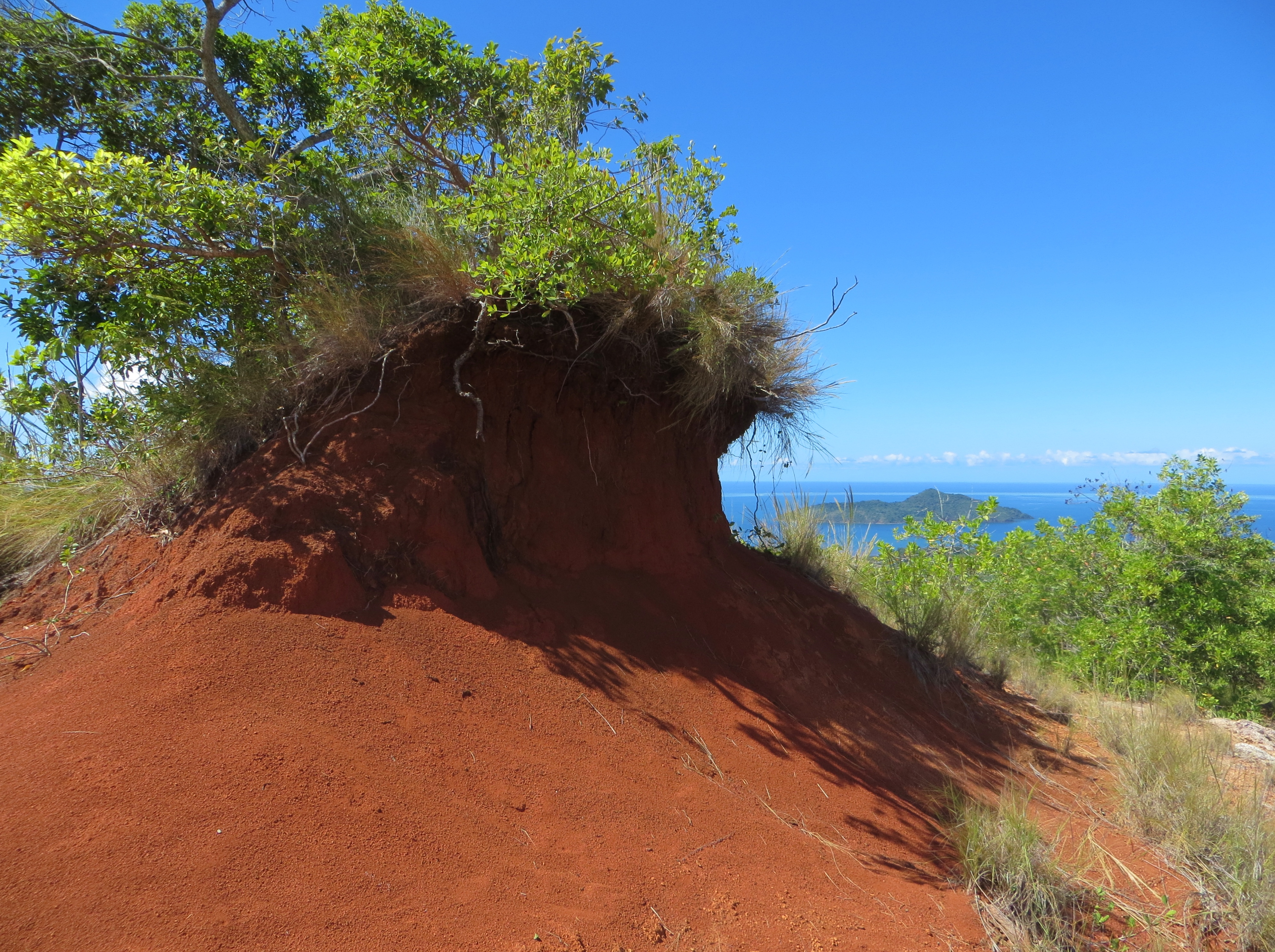
Sommet d'un padza avec une érosion bien apparente, près de Vahibé.

Les padzas est un terme qui désigne à Mayotte, des zones déforestées, ravinées avec des sols rougeâtres, non propices aux cultures et au relief accidenté. Ces sols sont le résultat d'une érosion intense sous climat chaud et humide de roches basaltiques. Cela forme des latérites.
Ce terme signifie « mauvaise terre », les basaltes complètement saprolitisés donnant un badland inculte et facilement. L'origine de ces paysages peut être les activités humaines (surpâturage, déforestation) ou une érosion naturelle.

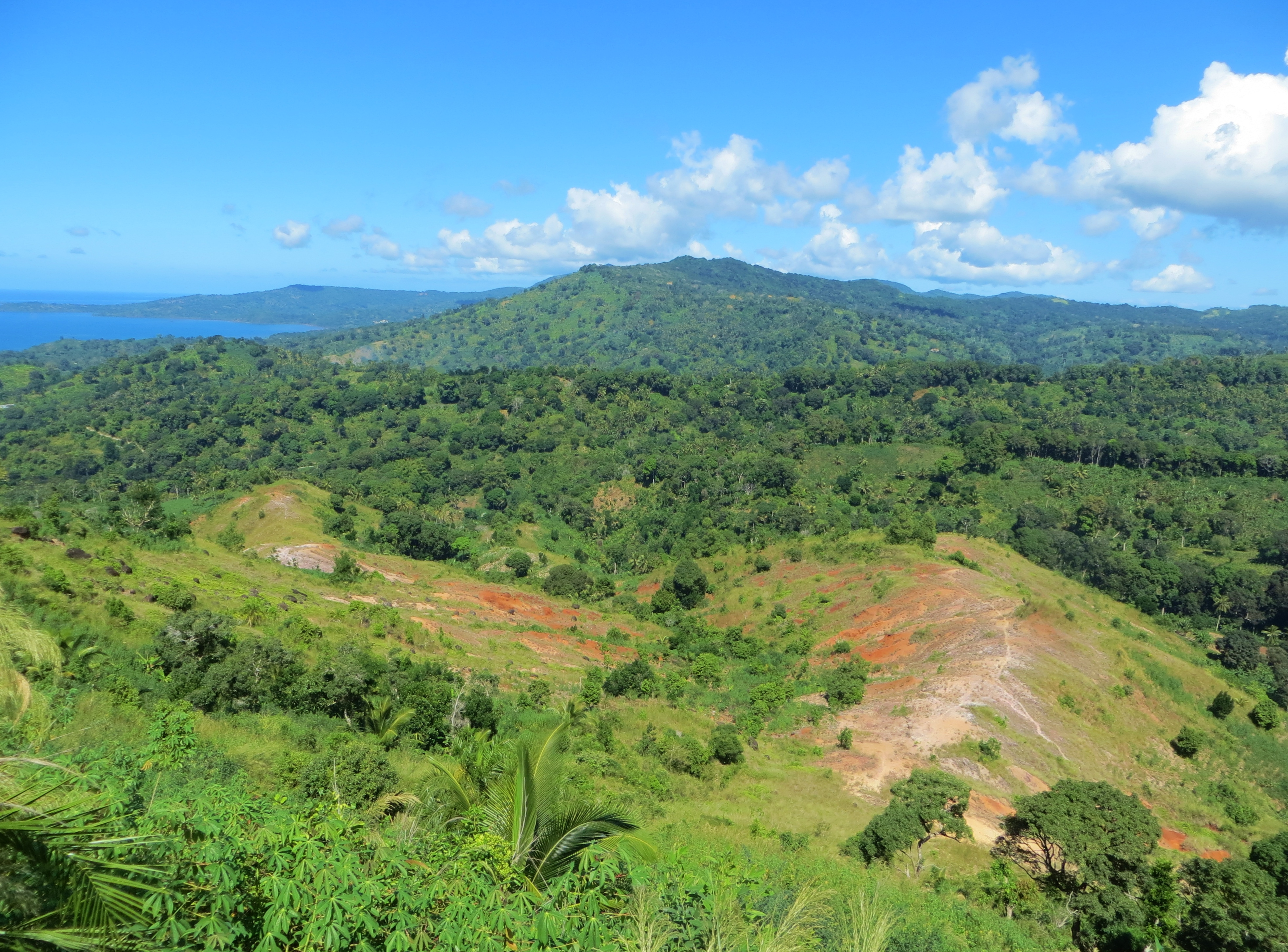
Paysage de padzas surplombant Vahibé (canton de Passamaïnty).
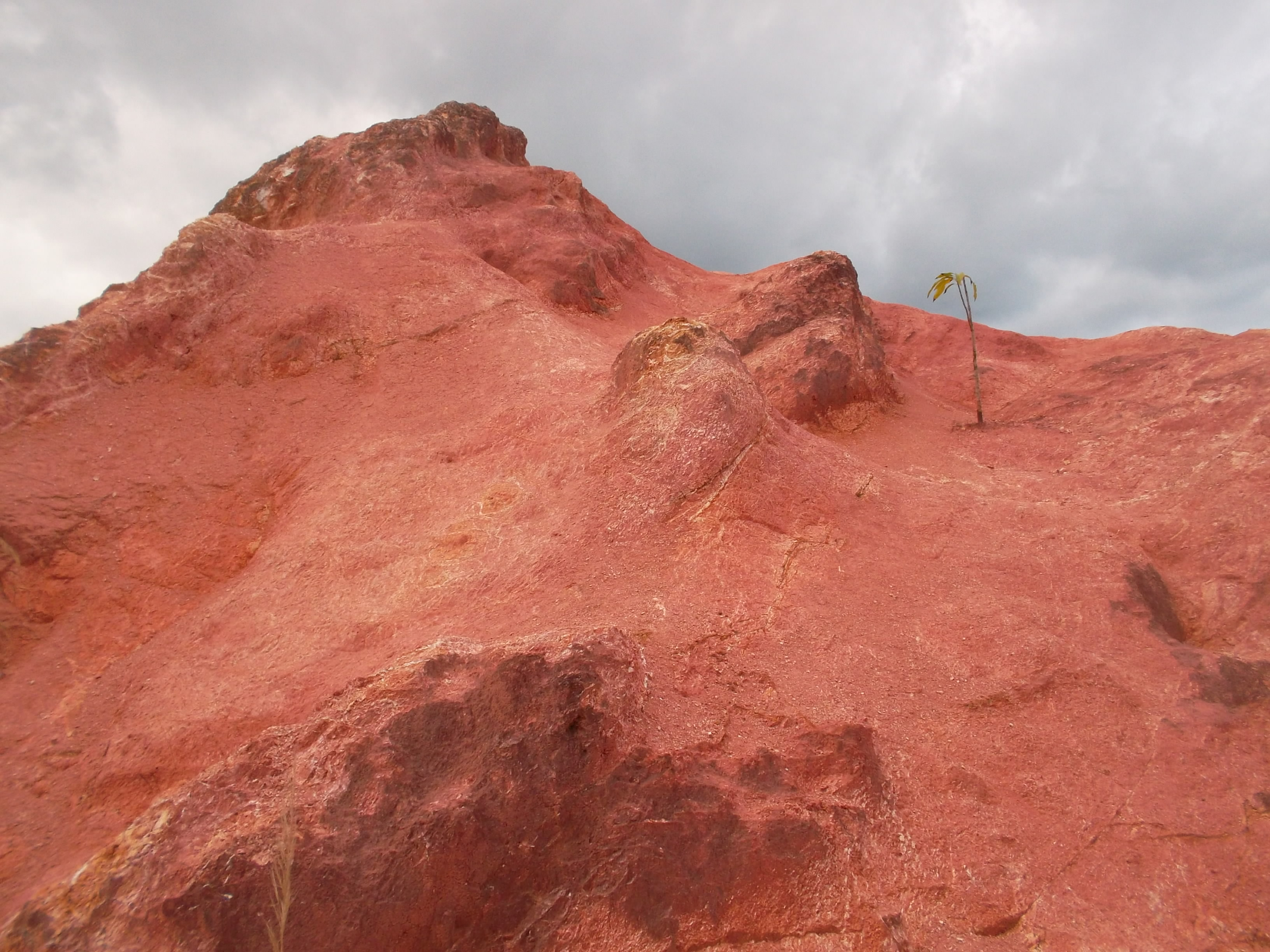
Padzas à Chirongui (sud de Mayotte)